# Centro di selezione VFP1
Un centro di selezione VFI è una struttura delle forze armate italiane, che in particolare si occupa dell'accertamento dei requisiti psico-fisici e attitudinali richiesti dai volontari per l'ammissione alla ferma nell'esercito italiano.
Sono stati creati dopo l'emanazione della legge 23 agosto 2004, n. 226, prendendo il posto dei distretti militari, operativi durante il regime del servizio militare di leva in Italia.

## Competenze
Presso i centri si svolgono tutti gli accertamenti dell'idoneità psico-fisica e attitudinale del personale volontario; i procedimenti si svolgono nell'arco di più giornate. Gli allievi nella prima giornata svolgono le prove fisiche, successivamente i concorrenti idonei alle prove fisiche verranno convocati per sostenere le visite psico-attitudinali della durata di 3 giorni condotte da ufficiali medici specializzati nei diversi settori, coadiuvati o sostituiti, ove necessario, da medici convenzionati civili e da personale paramedico. 
Al termine del procedimento verrà formata una graduatoria riportante i nomi dei candidati convocati presso i reggimenti addestramento volontari.

## Dislocazione territoriale
Le tre sedi attualmente presenti sul territorio sono presso le città di:
- Milano - Caserma XXIV Maggio (Via Reggimento Savoia Cavalleria, 9);
- Roma - Caserma Luciano Manara (Via Gen. Carlo Alberto Dalla Chiesa, 2);
- Palermo - Caserma Tukory (Corso Calatafimi, 94).

Hanno capacità di vitto ed alloggio differenziate, e sono coordinati dal Centro di selezione e reclutamento nazionale dell'Esercito di Foligno, che funge anche da centro di selezione per la propria competenza territoriale.